# عمارت کلاه‌فرنگی آباده

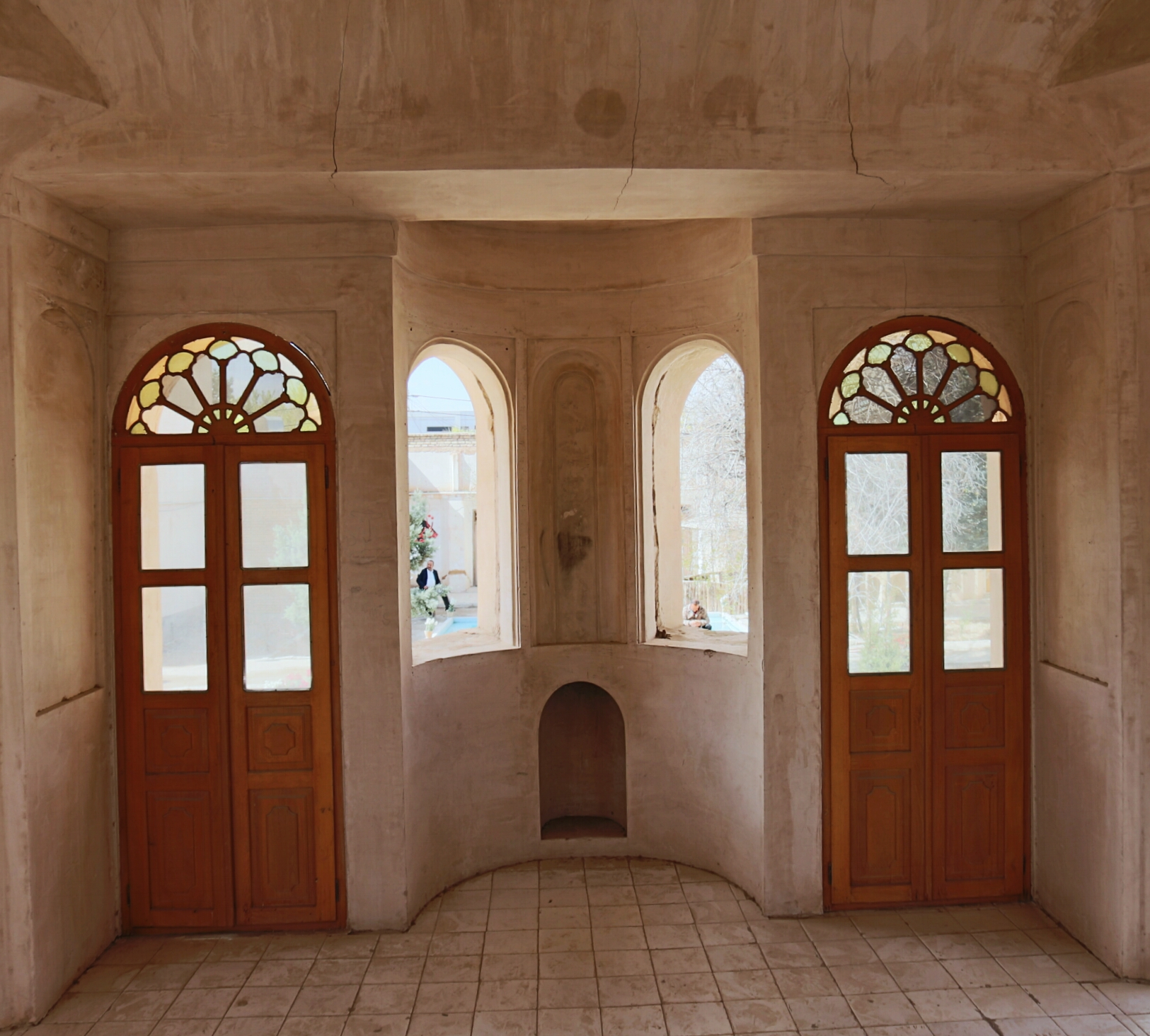
نمای درونی بنا

کلاه فرنگی فیروزی مربوط به دوره قاجار است و در شهرستان آباده، بخش مرکزی واقع شده و این اثر در تاریخ ۲۵ اسفند ۱۳۷۹ با شمارهٔ ثبت ۳۴۰۸ به‌عنوان یکی از آثار ملی ایران به ثبت رسیده است.